# 快樂氰化物
氰化快乐秀（Cyanide & Happiness，又翻译作氰化歡樂秀）是一個以黑色幽默爲主題的網路漫畫系列。系列首創於2004年12月9日，並於2005年1月26日正式在作者們創辦的explosm.net上開始連載。透過Facebook等社交媒介的傳播，網站在2006年4月便達到了超過百萬的月瀏覽量。 漫畫作者們將漫畫的成功歸因於其採用的各種爭議題材。

## 媒介

### 動畫
快樂氰化物的作者們除了在網絡上進行漫畫連載之外，有時也會製作動態漫畫與短篇動畫。其動畫使用Adobe Flash製作，並多由作者本人配音 。移動通信商Orange亦曾在其電視廣告中使用過快樂氰化物中的角色。

### 互動故事
2007年，Explosm製作了首個快樂氰化物的互動故事。互動故事先由作者們創作人物原型，再交由Explosm論壇網友討論決定劇情發展。

### 書籍
截至目前，Explosm透過哈珀柯林斯共出版了三本漫畫集。除正常連載的漫畫外，三卷書共包含了約70則此前未公開的故事。三部書的具體情況見下表：
| 卷數 | 書名                                                      | 出版日期      | 頁數  | ISBN           |
| ---- | --------------------------------------------------------- | ------------- | ----- | -------------- |
| 1    | Cyanide & Happiness                                       | 2010年1月19日 | 160頁 | 978-0061914799 |
| 2    | Ice Cream & Sadness: More Comics from Cyanide & Happiness | 2010年10月5日 | 176頁 | 978-0062046222 |
| 3    | The Cyanide & Happiness Depressing Comic Book             | 2012年12月    | 89頁  | 978-1939355003 |

### 資金困難與籌款
2018年5月18日，Explosm在官方YouTube頻道上發表影片公開表示因AdSense廣告政策對影片的政治審核導致公司收入幾乎斷絕無以為繼，遂開啟了快樂氰化物的官方Patreon月付籌款計劃。2018年6月20日，Explosm在影片中表示收到了一筆來自中國的署名為“出格與中國粉絲”的8370美金捐款並對此表示感謝。

## 外部連結
- explosm.net
- 快樂氰化物俄語翻譯 （页面存档备份，存于）
- 快樂氰化物巴西葡萄牙語翻譯
- 快樂氰化物中文版粉絲頁/翻譯 （页面存档备份，存于）
- 快樂氰化物漫画简体中文翻译[]

- Kris Wilson的deviantART頁面 （页面存档备份，存于）
- Dave's Annoying Blog